# Marta Oldenburg
Marta Emelie Oldenburg, född 12 januari 1962 i Stockholm, är en svensk skådespelare. Hon har bland annat har haft roller i filmer som En enkel till Antibes (2011), Lilla Jönssonligan och cornflakeskuppen (1996) och Vilken jävla cirkus (2017
.

## Filmografi
- 1996 – Lilla Jönssonligan och cornflakeskuppen
- 2006 – Van Veeteren – Svalan, Katten, Rosen, Döden
- 2011 – En enkel till Antibes
- 2017 – Jordskott (TV-serie)
- 2017 – Vilken jävla cirkus
- 2019 – Lindy the Return of Little Light

## Teater

### Roller
| År   | Roll | Produktion                        | Regi            | Teater      |
| ---- | ---- | --------------------------------- | --------------- | ----------- |
| 2003 | Mona | Gosa in den stajlen Beppe Wolgers | Öllegård Goulos | Parkteatern |